# Лаба Василь Павлович
Василь Павлович Лаба (нар. 1956, Серники, Перемишлянський район, Львівська область) — український історик-краєзнавець. Головна тема досліджень — історія населених пунктів Галичини.

## Біографія
Закінчив з відзнакою Львівський поліграфічний технікум, служив за контрактом в армії. Навчався на історичному факультеті Львівського державного університету імені Івана Франка, тоді ж розпочав постійно працювати з архівними документами й матеріалами з історії населених пунктів. Друкував їх у місцевій пресі, а від 1996 року — окремими книжечками. Відтоді вийшло 400 окремих видань, здебільшого про різні села та міста Галичини, написаних виключно на документальному матеріалі.
Працює викладачем суспільних дисциплін у Львівському автодорожньому технікумі.

## Оцінка творчості
Наукове товариство імені Шевченка у т. CCXL (Львів, 2000) разом із схвальною оцінкою Олега Купчинського помістило бібліографічний огляд публікацій робіт Василя Лаби.
Дослідження зберігаються в таких бібліотеках м. Львова: ЛНБ ім. В. Стефаника АН України; Наукова бібліотека Львівського національного університету імені Івана Франка; Львівська обласна універсальна наукова бібліотека; Львівська обласна педагогічна бібліотека.
Значна частина досліджень знаходиться у науковій бібліотеці історичного музею «На Вавелю» в Кракові.